# Crach
 Crach  o Crac'h (en bretón Krac'h) es una población y comuna francesa, situada en la región de Bretaña, departamento de Morbihan, en el distrito de Lorient y cantón de Auray.

## Demografía
| 1903 | 1928 | 2001 | 2535 | 2762 | 3030 |
| Para los censos de 1962 a 1999 la población legal corresponde a la población sin duplicidades (Fuente: INSEE [Consultar]) |      |      |      |      |      |